# Larisa Cerić
Larisa Cerić (ur. 26 stycznia 1991 w Travniku) – bośniacka judoczka, wicemistrzyni świata, trzykrotna wicemistrzyni Europy, srebrna medalistka igrzysk europejskich, czternastokrotna mistrzyni Bośni i Hercegowiny.

## Igrzyska olimpijskie
| Runda    | Przeciwniczka       | Wynik     | Osiągnięcie |
| -------- | ------------------- | --------- | ----------- |
| 1. runda | Wolny los           | Wolny los | 2. runda    |
| 2. runda | Nihel Cheikh Rouhou | P 000–000 | 2. runda    |